# Archäologisches Museum Warschau

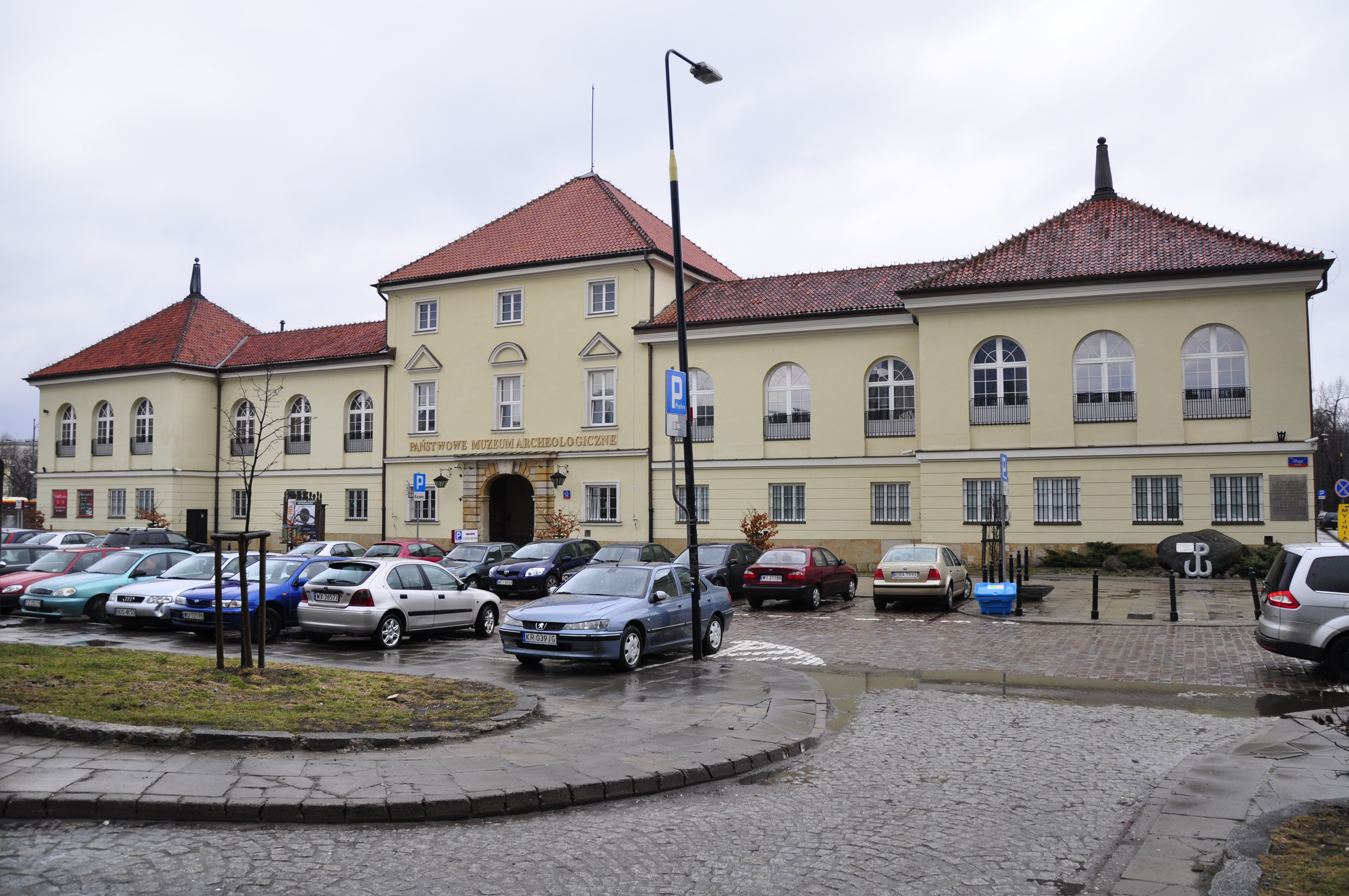
Archäologisches Museum Warschau

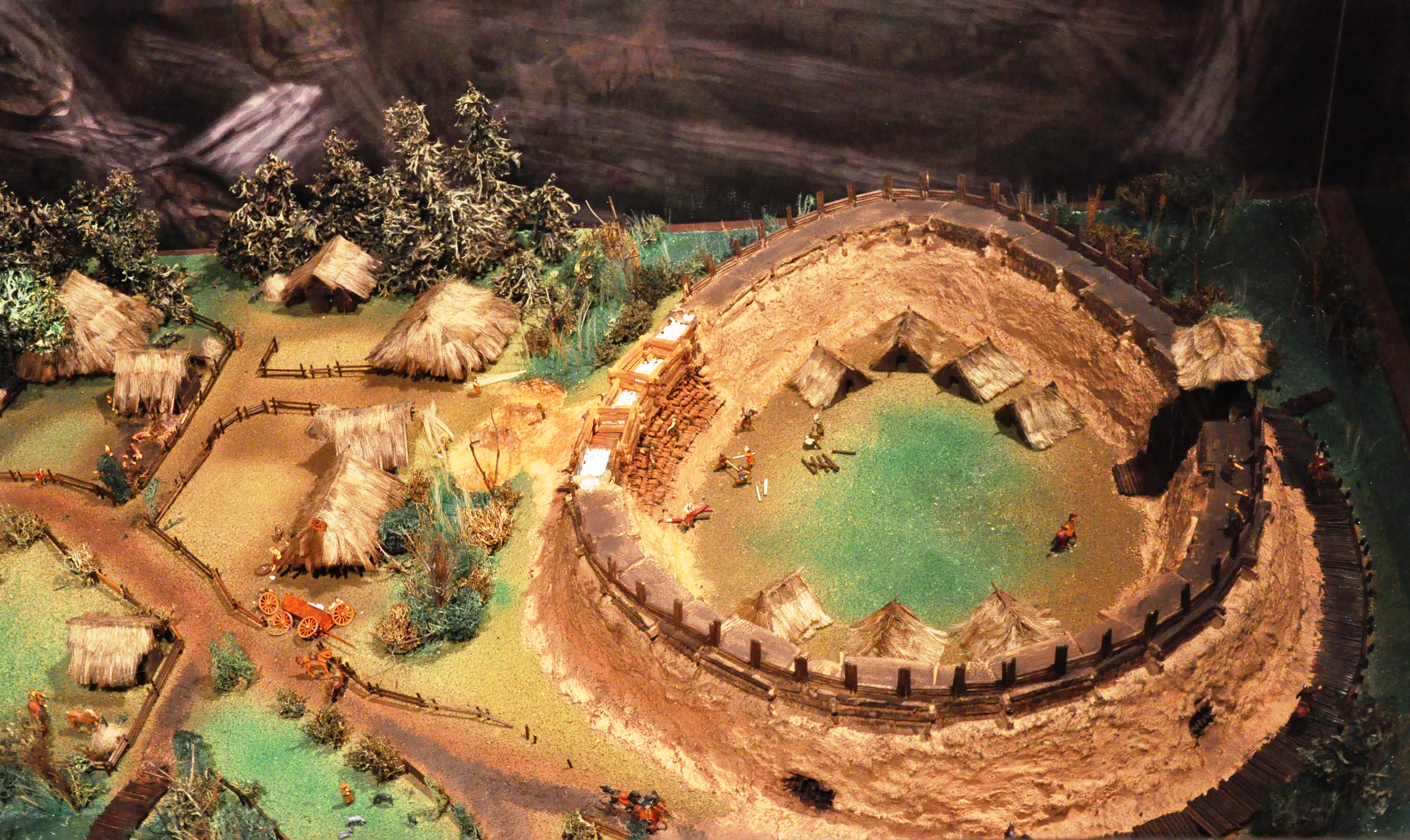
Modell der befestigten Siedlung Bródno Stare (heutiges Warschau-Targówek) aus dem 10.–12. Jahrhundert n. Chr.

Das Archäologische Museum Warschau (poln. Państwowe Muzeum Archeologiczne) ist ein staatliches Museum und befindet sich seit 1958 im historischen Arsenal-Gebäude an der Długa-Straße im Warschauer Stadtteil Muranów.

## Geschichte
Das staatliche archäologische Museum in Warschau wurde 1923 auf Erlass des damaligen Ministerstwo Wyznań Religijnych i Oświecenia Publicznego (das heutige polnische Nationale Erziehungsministerium) gegründet. Im Jahr 1928 wurden die Statuten des Museums per Entscheid des polnischen Präsidenten genehmigt. Sie sehen neben wissenschaftlicher Forschungsarbeit zur prähistorischen Geschichte Polens, Ausgrabungen und die Konservierung von Fundstücken sowie Informationsverbreitung prähistorischen Wissens vor.
In der Zwischenkriegszeit wurde das Museum zu einem Zentrum von Sammlungen archäologischer Fundstücke; die Kollektionen des Muzeum Przemysłu i Rolnictwa w Warszawie (Industrie- und Landwirtschaftsmuseum), der Professoren Józef Przyborowski und Adolf Pawiński sowie der Forscher und Sammler Kalikst Jagmin, Wojciech Gerson, Bogusław Werner und Zygmunt Gloger wurden hier zusammengeführt. 95 % aller zu dem Zeitpunkt vorhandenen archäologischen Fundstücke Polens befanden sich damals in den Archiven des Museums. In dieser Zeit wurde auch ein archäologisches Reservat in den neolithischen Feuersteinminen von Krzemionki angelegt.
Nach 1945 übernahm das Museum auch die Sammlungen des heute nicht mehr bestehenden Muzeum Archeologiczne Warszawskiego Towarzystwa Naukowego im. Erazma Majewskiego sowie Teile der Fundstücke aus Biskupin. Seit dem Januar 1956 ist das eisenzeitliche Freilichtmuseum in Biskupin eine Niederlassung des Archäologischen Museums Warschau. Im Jahr 1958 wurde das Warschauer Museum in das Arsenal-Gebäude in der Nähe der Altstadt verlegt. Seit 1964 befindet sich das Archiv des Museums im Schloss Rybno bei Sochaczew. Hier werden wissenschaftliche Arbeiten durchgeführt. Seit 1995 veranstaltet das Museum gemeinsam mit der Universität Warschau archäologische Festivals („Festyn Archeologiczny“) in Biskupin.

## Ausstellung
Vorwiegend werden Ausgrabungsgegenstände aus früheren und jetzigen polnischen Gebieten gezeigt. Das Alter der gezeigten Exponate reicht vom Neolithikum über die Bronzezeit bis zum Mittelalter. Unter anderem werden ein Modell der Siedlung von Biskupin und Teile des „Bernsteinschatzes von Basson“ aus dem 5. Jahrhundert gezeigt. Im zweiten Stock des Museums werden aber auch Stücke aus anderen Kontinenten gezeigt.

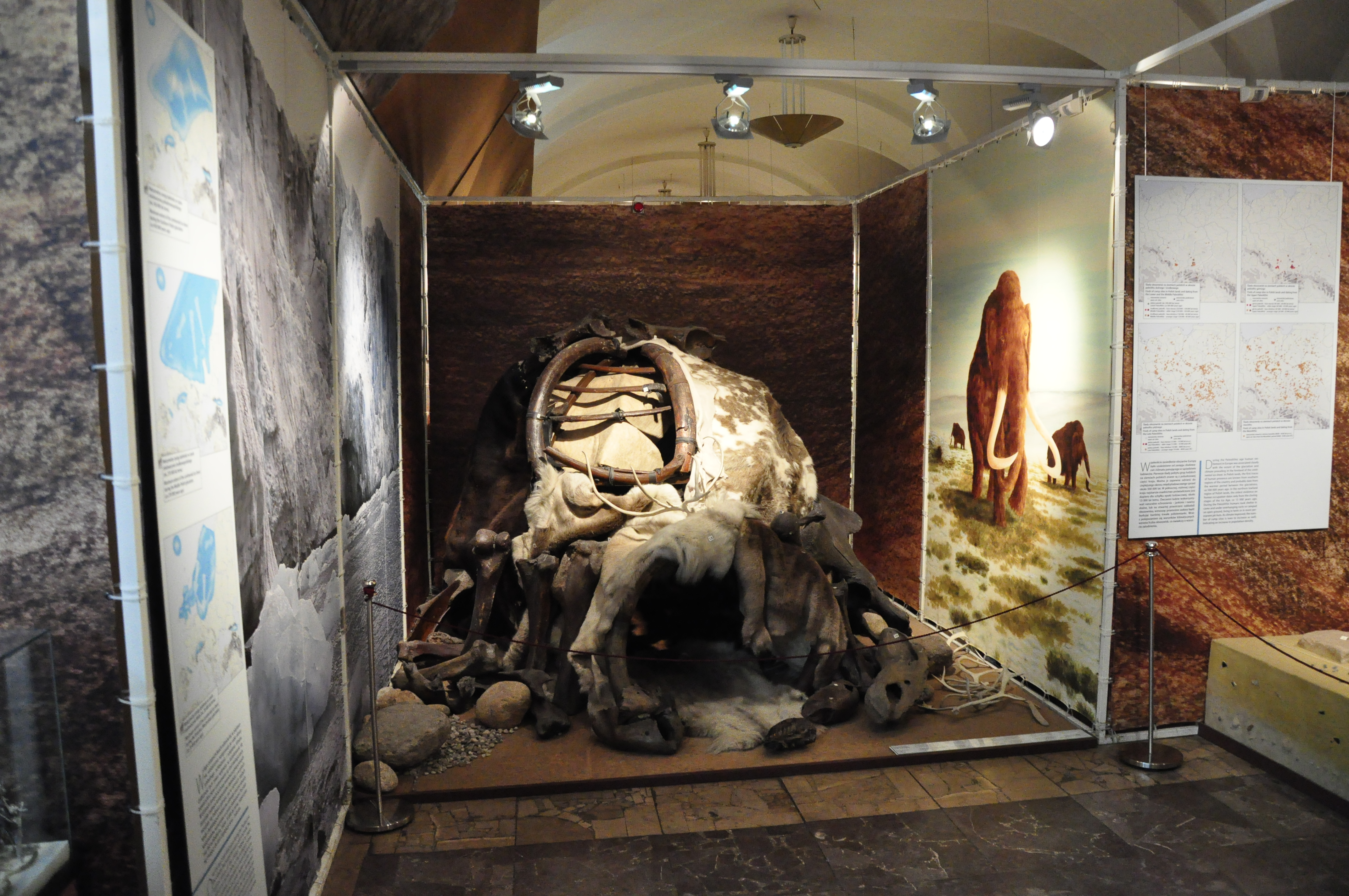
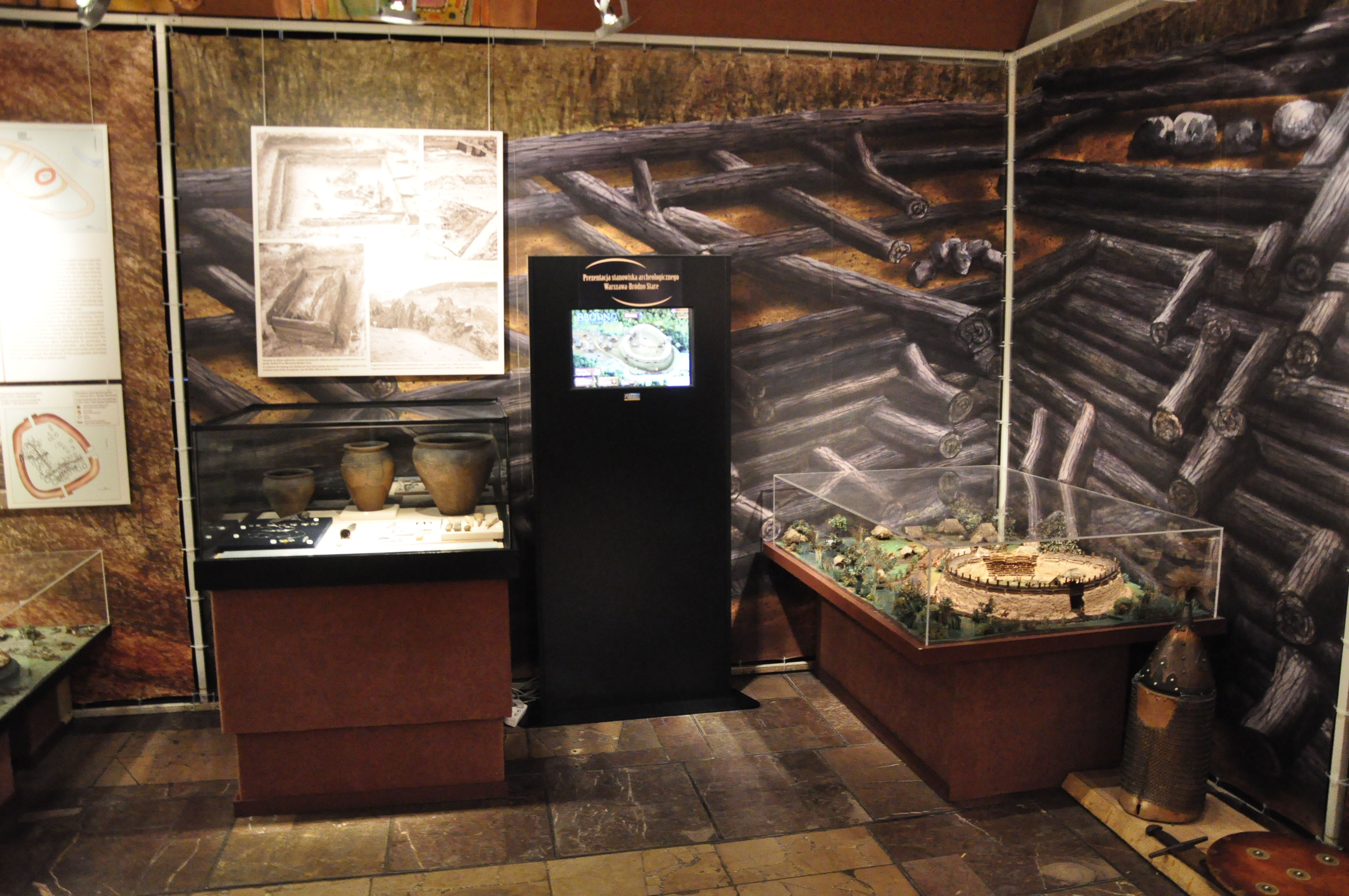
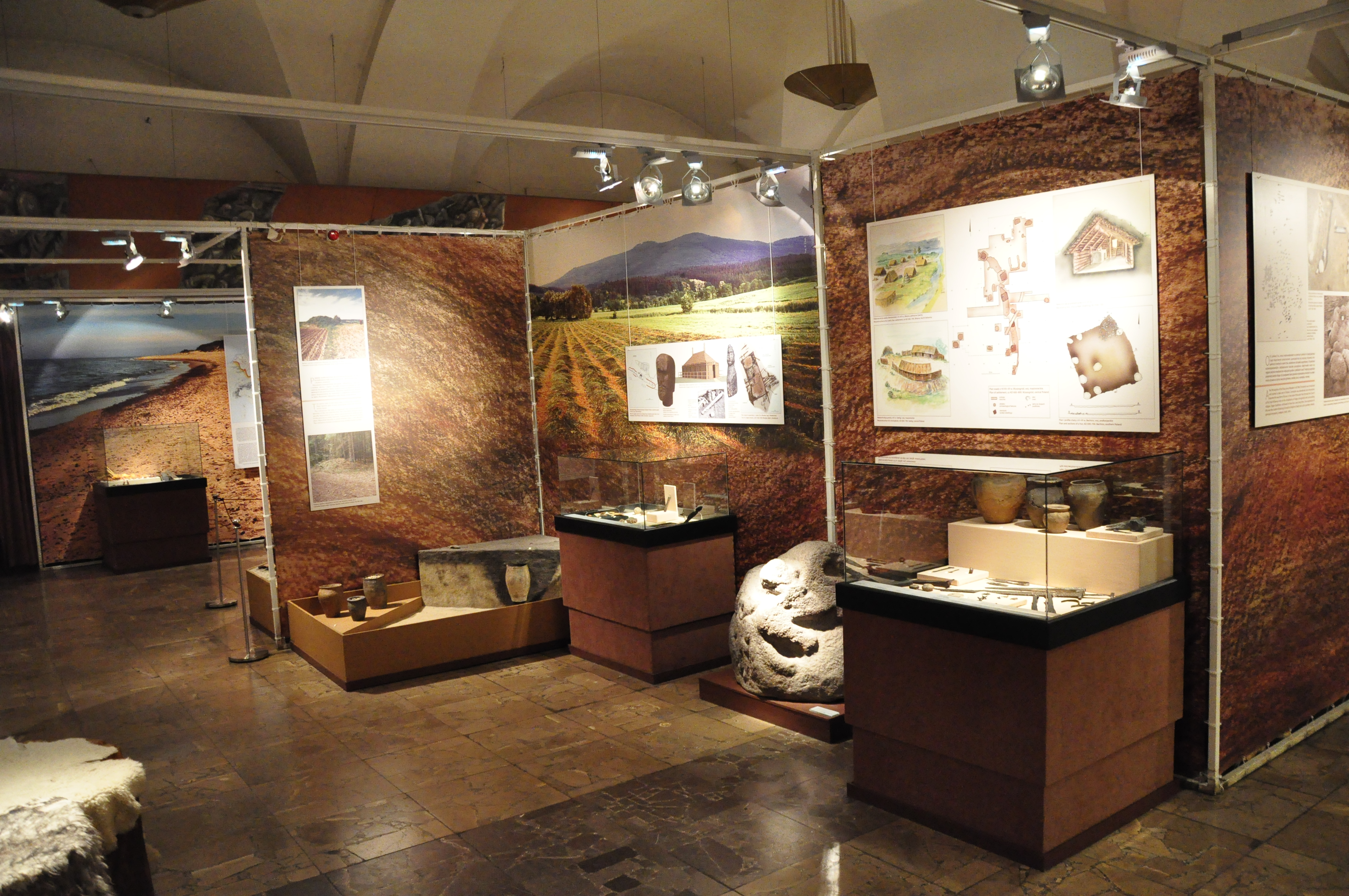
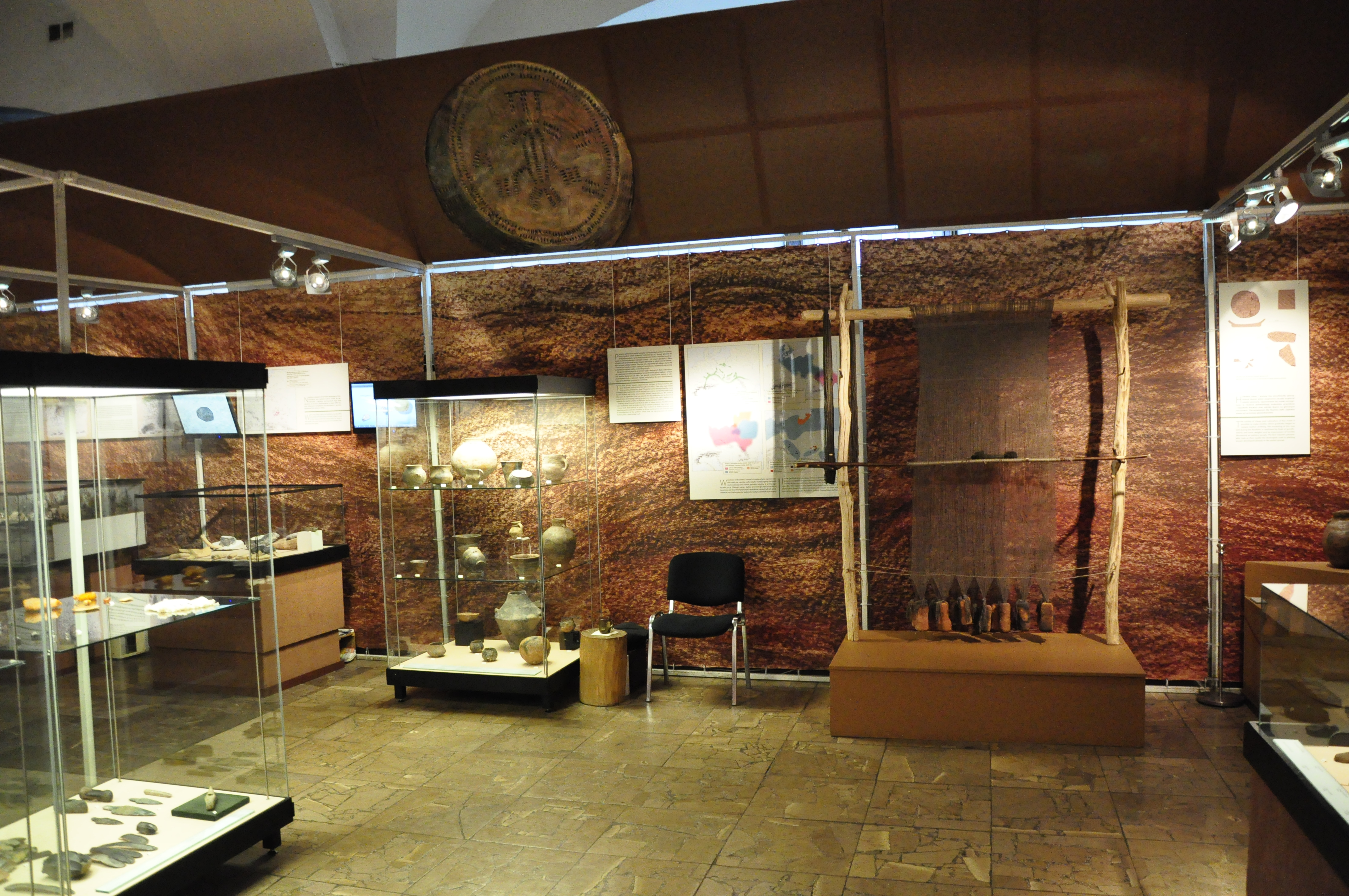
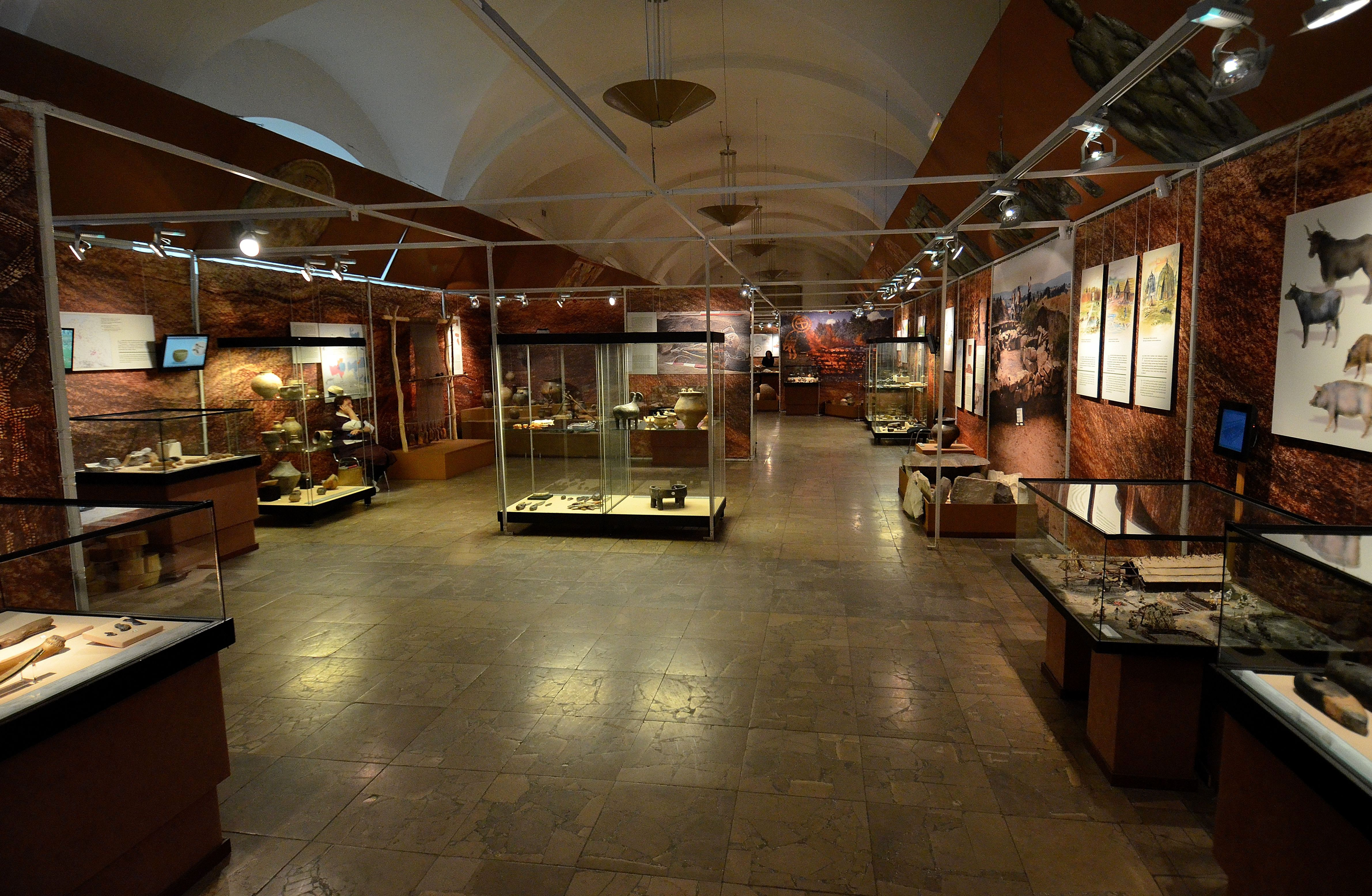